# Cuauhtémoc (Jiquipilas)
Cuauhtémoc es una localidad del estado mexicano de Chiapas. Es parte del municipio de Jiquipilas.

## Toponimia
El nombre de la localidad rinde homenaje a Cuauhtémoc, último Huey tlatoani del imperio mexica.

## Demografía
| Gráfica de evolución demográfica |
|                                  |

| Censo | Población |
| ----- | --------- |
| 1940  | 466       |
| 1950  | 654       |
| 1960  | 817       |
| 1970  | 1 067     |
| 1980  | 1 480     |
| 1990  | 1 442     |
| 2000  | 1 275     |
| 2010  | 1 300     |
| 2020  | 1 365     |